# Sasa oblongula
Sasa oblongula är en gräsart som beskrevs av Cheng Hua Hu. Sasa oblongula ingår i släktet sasabambu, och familjen gräs. Inga underarter finns listade i Catalogue of Life.